# 輪腳
威格斯（whegs，是「wheel輪」加「legs腿」的緊縮詞）、輪腿、輪足（wheel-legs）、翼腿、翼足（wing-legs）是機器運動的結構。其結合了輪的運動優勢與腳的越障優勢。
由凱斯西儲大學基於蟑螂的運動開發。
其更早基於蟑螂運動的研究有：歐洲太空總署在1996年設計的prolero和國防高等研究計劃署資助多所大學開發的rhex。

## 用途
其可以在平面或凹凸不平的地方移動。